# Cladonia complanata
Cladonia complanata är en lavart som beskrevs av S. Hammer. Cladonia complanata ingår i släktet Cladonia och familjen Cladoniaceae.   Inga underarter finns listade i Catalogue of Life.